# Mary McCagg
Mary Randolph McCagg Larin (* 29. April 1967 in Kirkland, Washington) ist eine US-amerikanische Ruderin.

## Leben
Aufgewachsen in einer Familie die eine Reihe Ruderer hervorgebracht hatte, kamen Mary McCagg und ihre Zwillingsschwester Elizabeth schon früh mit dem Rudersport in Berührung.
McCagg und ihre Schwester besuchten die Lakeside School, eine private High School in Seattle. Im Anschluss studierten sie an der Harvard University und waren in der dortigen Rudermannschaft aktiv. Mary McCagg, die Kinderpsychologie studierte, schloss ihr Studium 1989 cum laude ab. Nach dem Studium begann sie für einen Kinderbuchverlag zu arbeiten. Heute ist sie für  Candlewick Press in Cambridge tätig.
Von 1989 bis 1997 war sie Mitglied des U.S. National Rowing Team und gewann in dieser Zeit elf nationale Meisterschaften, sowie diverse Medaillen bei Ruder-Weltmeisterschaften und den Panamerikanischen Spielen. In den Jahren 1992 und 1996 nahm sie jeweils an den Olympischen Sommerspielen teil. Nach ihrer aktiven Karriere wurde McCagg Mitglied der United States Olympic Committee und der United States Rowing Association. Bei den Olympischen Sommerspielen 2004 gehörte sie der US-amerikanischen Delegation als Assistant Chef de Mission an.
Mary McCagg ist seit 1999 mit dem Ruderer Kane Michael Larin verheiratet.
2012 wurde sie und ihre Schwester von der National Rowing Foundation in die U.S. National Rowing Hall of Fame aufgenommen.